# ビートルズ!
『ビートルズ!』（Meet The Beatles）は、ビートルズの日本における1作目のアルバム。1964年4月15日に東芝音楽工業より発売された。

## 解説
当時リリースされていたビートルズが発表した36曲から、高嶋弘之が選曲した14曲を収録。そのため、発売当時の段階でのベストアルバムに近い構成になっている。
ジャケットは、アメリカ編集盤『ミート・ザ・ビートルズ』をベースにしている。裏ジャケットの解説は、発売当時は高崎一郎が執筆し、1976年に再発売された際には渋谷陽一により書き下ろされた新たな解説に差し替えられた。
本作は、2014年6月に『ミート・ザ・ビートルズ ＜JAPAN BOX＞』という5枚組CDボックス・セットにおいて、初めてCD化された。ジャケットは紙ジャケットが使われており、現在可能な限り1964年の発売当時の形態が再現されていて（CDジャケットには「東芝音楽工業株式会社」の当時の会社名記載がない）、CD盤本体も当時のレーベルデザインが踏襲されている。この盤での解説は、発売当時の高崎一郎の物が使われている。
初リリース以来、モノラル盤のみの発売であり、本アルバムのステレオ盤はない。これは発売当時、一部シングル曲のリアル・ステレオ・バージョンが公式に作られていなかったので、アルバム全体をモノラル・バージョンで統一しなくてはならなかったためである。

## 収録曲
作詞作曲について、特記のないものはレノン＝マッカートニーによるもの。
| #         | タイトル                                        | 作詞・作曲                                                                           | リード・ボーカル                      | 時間  |
| --------- | ----------------------------------------------- | ------------------------------------------------------------------------------------ | ------------------------------------- | ----- |
| 1.        | 「抱きしめたい」(I Want To Hold Your Hand)      |                                                                                      | ジョン・レノン ポール・マッカートニー | 2:27  |
| 2.        | 「シー・ラヴズ・ユー」(She Loves You)           |                                                                                      | ジョン・レノン ポール・マッカートニー | 2:17  |
| 3.        | 「フロム・ミー・トゥ・ユー」(From Me To You)    |                                                                                      | ジョン・レノン ポール・マッカートニー | 1:56  |
| 4.        | 「ツイスト・アンド・シャウト」(Twist And Shout) | フィル・メドレー （ 英語版 ） バート・ラッセル （ 英語版 ）                          | ジョン・レノン                        | 2:32  |
| 5.        | 「ラヴ・ミー・ドゥ」(Love Me Do)                |                                                                                      | ポール・マッカートニー ジョン・レノン | 2:19  |
| 6.        | 「ベイビー・イッツ・ユー」(Baby It's You)       | マック・デヴィッド （ 英語版 ） バーニー・ディクソン （ 英語版 ） バート・バカラック |                                       | 2:38  |
| 7.        | 「ドント・バザー・ミー」(Don't Bother Me)       | ジョージ・ハリスン                                                                   | ジョージ・ハリスン                    | 2:25  |
| 合計時間: | 合計時間:                                       | 合計時間:                                                                            | 合計時間:                             | 16:34 |

| #         | タイトル                                                             | 作詞・作曲 | リード・ボーカル                      | 時間  |
| --------- | -------------------------------------------------------------------- | --- | ------------------------------------- | ----- |
| 1.        | 「プリーズ・プリーズ・ミー」(Please Please Me)                       | | ジョン・レノン ポール・マッカートニー | 1:59  |
| 2.        | 「アイ・ソー・ハー・スタンディング・ゼア」(I Saw Her Standing There) | | ポール・マッカートニー                | 2:55  |
| 3.        | 「P.S.アイ・ラヴ・ユー」(P.S. I Love You)                            | | ポール・マッカートニー                | 2:04  |
| 4.        | 「リトル・チャイルド」(Little Child)                                 | | ジョン・レノン ポール・マッカートニー | 1:46  |
| 5.        | 「オール・マイ・ラヴィング」(All My Loving)                          | | ポール・マッカートニー                | 2:07  |
| 6.        | 「ホールド・ミー・タイト」(Hold Me Tight)                            | | ポール・マッカートニー                | 2:32  |
| 7.        | 「プリーズ・ミスター・ポストマン」(Please Mister Postman)            | ジョージア・ドビンズ （ 英語版 ） ウィリアム・ガレット フレディ・ゴーマン （ 英語版 ） ブライアン・ホーランド （ 英語版 ） ロバート・ベイトマン （ 英語版 ） | ジョン・レノン                        | 2:34  |
| 合計時間: | 合計時間:                                                            | 合計時間: | 合計時間:                             | 15:57 |

## クレジット
ビートルズ
- ジョン・レノン - リード・ボーカル、バッキング・ボーカル、リズムギター、アコースティック・ギター、ハンドクラップ、ハーモニカ、タンバリン
- ポール・マッカートニー - リード・ボーカル、バッキング・ボーカル、ベースギター、ハンドクラップ、ピアノ、クラベス
- ジョージ・ハリスン - リード・ボーカル、バッキング・ボーカル、リードギター、アコースティック・ギター、ハンドクラップ
- リンゴ・スター - ドラム、タンバリン、マラカス、ボンゴ

外部ミュージシャン・スタッフ
- ジョージ・マーティン - プロデュース、ミキサー、編曲、ピアノ（「P.S.アイ・ラヴ・ユー」）、チェレスタ（「ベイビー・イッツ・ユー」）
- アンディ・ホワイト - ドラム（#5, #10）